# François Roux (avocat)
Pour les articles homonymes, voir François Roux et Roux.
François Roux est un avocat français, inscrit au Barreau de Montpellier, connu pour défendre des personnalités engagées et controversées.

## Avocat
Proche de Me Jean-Jacques de Felice, François Roux a joué un rôle important dans la création de la société immobilière du Larzac qui a compliqué les expropriations des habitants au profit de l'armée. Il a été l'avocat de nombreux objecteurs de conscience. 
Il est l'avocat de José Bové, de Dieudonné, des Déboulonneurs et du seul condamné, Zacarias Moussaoui, dans les Attentats du 11 septembre 2001.
Comme avocat des faucheurs volontaires, il est à l'origine du mouvement des comparants volontaires. 
En 2009, il défend l'ancien chef « khmer rouge » Kang Kek Ieu dit Duch, accusé dans le procès des Khmers rouges.
Il est depuis mars 2013 le chef du Bureau de la Défense au sein du Tribunal spécial pour le Liban.

## Engagements politiques
Très intéressé par les questions foncières, il a pris part à la lutte non-violente kanak au cours des années 1980 et a permis d'établir un lien entre les revendications portées par les Kanaks et la bataille du Larzac. Il a été l'avocat du FLNKS et de Jean-Marie Tjibaou. 
Il fait partie, notamment avec Stéphane Hessel, des membres fondateurs de la Fondation Un monde par tous, créée en 1995 sous l'égide de la Fondation de France. Cette fondation promeut les objectifs de la Déclaration Universelle des Droits de l'Homme et soutient des projets favorisant le dialogue entre les peuples et les actions de citoyenneté collective.
Il est membre du comité de parrainage de la Coordination française pour la Décennie de la culture de paix et de non-violence.
Il soutient, depuis sa création en 2001, le fonds associatif Non-Violence XXI. 
Il est candidat aux élections législatives 2007 dans la première circonscription de la Lozère.
Il est membre du comité de parrainage du Tribunal Russell sur la Palestine dont les travaux ont commencé le 4 mars 2009.

## Distinctions
Il est Officier de l'Ordre national de la Légion d'honneur.

## Publications
- François Roux et Jacky Vilacèque, En état de légitime révolte,Édition Indigène, 2002  (ISBN 2-911939-42-5).
- François Roux, « Les « faucheurs volontaires  » et la désobéissance civile », dans Dominique Bourg, Clémence Demay et Brian Favre, Désobéir pour la Terre : défense de l'état de nécessité, Presses universitaires de France, 2021 (ISBN 978-2-13-083035-1), p. 57-81.